# ایرینا بلووا (ورزشکار)
ایرینا بلووا (روسی: Ирина Николаевна Белова؛ زادهٔ ۲۷ مارس ۱۹۶۸) ورزشکار دو و میدانی اهل روسیه است.